# Schillingsfürst
Schillingsfürst település Németországban, azon belül Bajorországban. Lakosainak száma 2805 fő (2023. december 31.).

## Népesség
A település népessége az elmúlt években az alábbi módon változott:
| Lakosok száma | 1606 | 2196 | 2296 | 2290 | 2791 | 2739 | 2800 | 2801 | 2828 | 2805 |
|               | 1875 | 1950 | 1975 | 1987 | 2012 | 2014 | 2016 | 2017 | 2021 | 2023 |